# Georgios Kostikos
Georgios Kostikos (griechisch Γιώργος Κωστίκος, * 26. April 1958 in Katerini, Griechenland) ist ein ehemaliger griechischer Fußballspieler und Trainer.
Die erste Fußballstation des Angreifers war Pierikos Katerini, bevor er 1978 zu PAOK Saloniki für die damalige Rekordsumme von 8.000.000 GDR wechselte. Zusammen mit Saloniki wurde Kostikos in der Spielzeit 1984/85 griechischer Meister.
Nach einer weiteren Saison bei PAOK wechselte er zur Saison 1986/87 zum Ligakonkurrenten Olympiakos Piräus, wo er 1987 wiederum griechischer Meister wurde und im selben Jahr den griechischen Super-Cup gewann. Kostikos wechselte zur Saison 1988/89 zu Diagoras Rhodos und beendete auch hier seine aktive Karriere.
Georgios Kostikos bestritt von 1977 bis 1984 35 Länderspiele für die griechische Nationalmannschaft und erzielte dabei drei Tore.
Nach seiner Spielerkarriere begann Kostikos als Fußballtrainer zu arbeiten. Dabei war er unter anderem bei APO Levadiakos und als Trainer der griechischen U20-Nationalmannschaft tätig. 2003 übernahm Kostikos den Posten des Sportdirektors bei seinem ehemaligen Klub PAOK Saloniki und wurde am 17. September 2005 zusätzlich Interimstrainer der ersten Mannschaft. Nach vier Wochen in diesem Amt wurde er am 13. Oktober 2005 Chef-Trainer und hielt diesen Posten bis zum 20. Februar 2006 inne.
Seit 2012 ist er als Scout für PAOK Saloniki tätig.